# 波氏短吻獅子魚
波氏短吻獅子鱼，为輻鰭魚綱鮋形目杜父魚亞目狮子鱼科的其中一種。分布於南冰洋的威爾德海海域，屬深海魚類，棲息在水深425至830公尺的水域，生活習性不明。